# میدیوم
میدیوم (به هلندی: Miedum) یک منطقهٔ مسکونی در هلند است که در لوردن واقع شده‌است. میدیوم ۳۰ نفر جمعیت دارد.